# Alanzoka
Alan Ferreira Pereira (São Paulo, 13 de maio de 1990), mais conhecido como Alanzoka, é um streamer brasileiro. É considerado um dos maiores streamers da plataforma Twitch no país.

## Carreira
Formado em Gastronomia pela Universidade Anhembi Morumbi, Alanzoka estabeleceu-se como um youtuber no ano de 2011 em seu canal "EDGE", sigla para Electronic Desire Gamers Entertainment. Seu primeiro vídeo foi de Minecraft, mas foram os jogos de co-op e terror, como Slender: The Eight Pages, Amnesia e Dead Space 2, que impulsionaram seu reconhecimento em 2012. Após renomear seu canal para "alanzoka", começou sua carreira na Twitch, gravando vídeos de Five Nights at Freddy's e Fortnite.
Em 2015, participou da 1ª temporada do torneio Legends of Gaming Brasil da MTV juntamente com outros youtubers e, em 2016, integrou a seleção brasileira de Overwatch, atendendo pelo nickname "Nextage".

## Reconhecimento
Alanzoka é frequentemente reconhecido como um dos streamers da Twitch mais conhecidos no Brasil. Em 2018, foi apontado como um dos streamers brasileiros mais assistidos da plataforma, e foi um dos mais assistidos ao transmitir Valorant e Cyberpunk 2077. Foi inserido na lista "Cinco streamers brasileiros pra você ficar de olho na Twitch", da The Clutch, e na lista "Streamers para assistir durante isolamento pelo coronavírus", do Globo Esporte.
Em 2019, foi um dos que mais faturaram na plataforma. Em julho de 2022, com mais de 5,8 milhões de seguidores, Alanzoka era o 20º streamer mais seguido do mundo na Twitch.

## Prêmios e indicações
| Ano  | Premiação                       | Categoria              | Trabalho | Resultado | Ref.   |
| ---- | ------------------------------- | ---------------------- | -------- | --------- | ------ |
| 2019 | MTV Millennial Awards           | Gamer do Ano           | Alanzoka | Indicado  | [ 17 ] |
| 2019 | eSports Awards                  | Streamer do Ano        | Alanzoka | Indicado  | [ 18 ] |
| 2019 | Prêmio eSports Brasil           | Melhor Streamer do Ano | Alanzoka | Indicado  | [ 19 ] |
| 2019 | Prêmio eSports Brasil           | Personalidade do Ano   | Alanzoka | Indicado  | [ 19 ] |
| 2020 | MTV Millennial Awards           | Streamer BR            | Alanzoka | Venceu    | [ 20 ] |
| 2020 | Prêmio iBest                    | Conteúdo de Games      | Alanzoka | Indicado  | [ 21 ] |
| 2021 | Prêmio Cubo de Ouro             | Streamer Geek do Ano   | Alanzoka | Indicado  | [ 22 ] |
| 2021 | Prêmio Influenciadores Digitais | Games                  | Alanzoka | Venceu    | [ 23 ] |
| 2021 | Prêmio iBest                    | Twitcher do Ano        | Alanzoka | Indicado  | [ 24 ] |
| 2021 | Prêmio Influency.me             | Games                  | Alanzoka | Indicado  | [ 25 ] |
| 2022 | Prêmio iBest                    | Gamer influenciador    | Alanzoka | Venceu    | [ 26 ] |
| 2022 | Prêmio iBest                    | Streamer influenciador | Alanzoka | Indicado  | [ 27 ] |
| 2023 | Prêmio iBest                    | Gamer influenciador    | Alanzoka | Venceu    | [ 28 ] |
| 2023 | Prêmio iBest                    | Streamer influenciador | Alanzoka | Indicado  | [ 29 ] |
| 2024 | Prêmio iBest                    | Gamer influenciador    | Alanzoka | Venceu    | [ 30 ] |
| 2024 | Prêmio iBest                    | Streamer influenciador | Alanzoka | Indicado  | [ 31 ] |